# Ayase
Ayase (родился 4 апреля 1994 года) — японский музыкант и музыкальный продюсер. Наиболее известен как Vocaloid-продюсер и композитор музыкального дуэта Yoasobi, состоящего из него и вокалистки Ikura. Он также был вокалистом рок-группы Davinci до её расформирования в 2020 году.

## Ранняя жизнь
Ayase родился 4 апреля 1994 года в Убе, префектура Ямагути, Япония. В возрасте примерно 3 или 4 лет он получил первые уроки игры на фортепиано от своей бабушки, которая была учителем музыки. Когда он поступил в начальную школу, то посещал профессиональные уроки игры на фортепиано в музыкальной школе. В старших классах он также научился играть на акустической гитаре, которую ему подарили на Рождество. Первая песня, которую он научился играть на гитаре, была написана Ринго Сииной. Его ранними источниками вдохновения были музыкальные группы Exile, Sukima Switch, Kobukuro, Radwimps, а также певица Aiko. Он также заявлял, что на него повлияли несколько рок- и метал-групп, таких как Maximum the Hormone, Coldrain, Crossfaith, SiM, Slipknot и Bring Me the Horizon.

## Карьера

### Davinci
В 16 лет Ayase совместно с одноклассниками из старшей школы создал свою рок-группу с названием Davinci, где выступал под именем Keiichirō, являясь вокалистом и лидером группы. В связи со своей деятельностью Ayase впоследствии бросил школу и в 2016 году переехал вместе с группой в Токио. В октябре 2018 года группа ушла на перерыв, так как Ayase требовалось лечение язвы желудка. Группа объявила о расформировании спустя два года, в июле 2020 года.

### Одиночная деятельность
В время перерыва от выступлений в группе Davinci Ayase, находясь в больнице, начал создавать музыку, используя программный голосовой банк вокалоида Хацунэ Мику. Свою первую песню «Sentensei Assault Girl» он выпустил на видеохостингах YouTube и Niconico 24 декабря 2018 года. С тех пор он самостоятельно опубликовал несколько песен, включая выпущенную в апреле 2019 года песню «Last Resort», которая принесла ему первую популярность. В конце концов, 17 ноября 2019 года Ayase выпустил свой дебютный альбом Ghost City Tokyo, записанный вокалом Хацунэ Мику. Его второй альбом Mikunoyoasobi был выпущен эксклюзивно на компакт-дисках от Tower Records Japan 6 января 2021 года. Альбом содержал исполненные Хацунэ Мику кавер-версии семи треков с дебютного альбома группы Yoasobi The Book by Hatsune Miku, включая песню «Yoru ni Kakeru», которая ранее появлялась в альбоме Ghost City Tokyo.
Самостоятельные каверы Ayase на треки «Yoru Naderu Menō» и «Yūrei Tōkyō» из альбома Ghost City Tokyo были выпущены на стриминговых платформах 8 сентября 2021 года, после публикации на YouTube и Niconico в 2019—2020 годах. Ayase также сотрудничал с Creepy Nuts и Lilas Ikuta для работы над синглом «Baka Majime», который прозвучал в дораме Ano Yoru o Oboeteru, посвящённой 55-летию японской радиопрограммы All Night Nippon. Ayase выпустил своб первую оригинальную песню «Hōwa», вместе с кавером «Cinema», 30 сентября 2022 года. В 2023 году Ayase записал два аниме-опенинга: «Shock!» для Buddy Daddies и «Hiten» (совместно с японским рэпером R-Shitei) для ремейка Rurouni Kenshin 2023 года. Ayase также совместно с Vocaloid-продюсерами Syudou, Surii и Tsumiki выпустил альбом Ryūgūjō, для которого написал песню «Kira Kira Kira». Альбом был эксклюзивно выпущен на Creators Market фестиваля «Miku: Magical Mirai 2023», прошедшего в Осаке 11 августа.
Как автор песен и продюсер, Ayase написал и спродюсировал несколько песен для таких исполнителей, как LiSA, Uru, Nana Mori, Суисэй Хосимати, Hey! Say! JUMP, Poppin’Party и других.

### Yoasobi
В середине 2019 года, после того как его песня «Last Resort» стала очень популярна, Ayase получил от представителей Sony Music Entertainment Japan Ёхэя Ясиро и Сюи Ямамото предложение о сотрудничестве в проекте по созданию песен, вдохновлённых короткими историями, опубликованными в социальной сети Monogatary.com, специализирующейся на творческих текстах. Для помощи в создании песен Ayase обратился к исполнительнице Ikura, которую он нашёл в Instagram, где она публиковала каверы на песни, и после ознакомления с её YouTube-каналом связался с ней напрямую и убедил создать дуэт под названием Yoasobi. Их дебютный сингл «Yoru ni Kakeru», который был выпущен в декабре 2019 года, стал вирусным и приобрёл музыкальный успех в Японии, что привело к быстрому росту популярности Yoasobi на японской музыкальной сцене.

## Личная жизнь
Ayase встречался с Ниной Ай, которая работала над некоторыми клипами Yoasobi, в том числе и над «Yoru ni Kakeru».